# Thiruvenkadam
Thiruvenkadam es una ciudad y nagar Panchayat situada en el distrito de Tenkasi en el estado de Tamil Nadu (India). Su población es de 8337 habitantes (2011).

## Demografía
Según el censo de 2011 la población de Thiruvenkadam era de 8337 habitantes, de los cuales 4144 eran hombres y 4193 eran mujeres. Thiruvenkadam tiene una tasa media de alfabetización del 78,51%, inferior a la media estatal del 80,09%: la alfabetización masculina es del 87,64%, y la alfabetización femenina del 69,59%.